# 小行星3295
小行星3295（英語：3295 Murakami）是一颗围绕太阳公转的小行星。1950年2月17日，卡尔·威廉·雷睦斯在海德堡发现了此天体。
这颗小行星的绝对星等为217.4615885410848等。